# 정규성 (통계학)
정규성(Normally)은 통계학에서 가설검증(hypothesis test)이 정규분포를 따른다는 성질을 전제하는 주요한 가정들중 하나이다. 동분산성(homoskedasticity) 그리고 독립성(Independently)과 함께 가설검증을 전제하는 주요한 가정이다.

## 정규성 검정
정규성 검정(正規性檢定)은 정규 분포를 따르는 모집단에서 관측값들이 취해졌는지 검정하는 일이다.

## 다변량 정규성
다변량정규성(多變量定規性)은 서로 상관이 있는 여러 종류 변량의 자료의 도수 분포 곡선이 평균값을 중앙으로 하여 좌우 대칭인 종 모양을 이루는 성질이다.

## 같이 보기
- 다중비교